# Грильмайер, Алоис
Алоис Грильмайер (нем. Alois Grillmeier; 1 января 1910, Пехбрунн, королевство Бавария, Германская империя — 13 сентября 1998, Унтерхахинг, Германия) — германский кардинал, иезуит, богослов и церковный историк. Кардинал-дьякон с титулярной диаконией Сан-Никола-ин-Карчере с 26 ноября 1994.

## Биография
Родился 1 января 1910 года в Германии в городе Пехбрунн. С 1920 по 1929 год обучается в гимназии в Регенсбурге. Изучал философию в университете Мюнхена (1931—1934) и богословие в университетах Фалкена в Голландии (1934—1936) и Франкфурта (1936—1938).
24 июня 1937 года был рукоположен в сан священника. В 1938 году вступил в орден иезуитов.
После продолжительной исследовательской работы в Риме, в начале февраля 1942 года получает научную степень доктора богословия во Фрайбурге.
С 11 февраля 1942 года по 20 апреля 1944 года проходил военную службу, но был уволен из-за принадлежности к ордену иезуитов. После увольнения становится профессором догматического богословия и истории догматов сначала в университете Pullach с 1944 по 1948, а потом с 1948 по 1950 гг. в университете Bueren в Вестфалии. Затем переходит в университет Франкфурт на Майне, где занимает должность заведующего кафедры догматики и истории догматов вплоть до своего ухода на пенсию в 1978 году.
О. Алоис Грильмайер, как известный богослов, был приглашен на Второй Ватиканский собор в 1962 году, где он стал членом Богословской Комиссии Собора (1963—1965). Именно здесь происходит его знакомство с кардиналом Каролем Войтылой (будущим папом Иоанном Павлом II), с которым они вместе трудились над созданием многочисленных документов, среди которых особое место занимают: Gaudium et Spes, Lumen Gentium, Dei Verbum и Dignitatis Humanae.
26 ноября 1994 года Алоис Грильмайер становится кардиналом-дьяконом с титулярной диаконией Сан-Никола-ин-Карчере.
За свою многолетнюю преподавательскую и научную деятельность был удостоен степени доктора богословия «honoris causa» университетом Майнца в 1977 году, а в 1990 году университетом Бамберга. C 19 февраля 1993 года является членом-корреспондентом Баварской Академии Наук.
Скончался 13 сентября 1998 года в местечке Унтерхахинг около Мюнхена.